# Federico Viviani
Pour les articles homonymes, voir Viviani.
Federico Viviani (né le 24 mars 1992 à Lecco) est un footballeur italien. Il évolue au poste de milieu de terrain au SPAL 2013 en prêt du  Hellas Vérone.

## Biographie
Venu des catégories des jeunes du club, Federico Viviani joue son premier match face aux Slovaques de Slovan Bratislava le 18 août 2011. Le 12 décembre 2011, il joue son premier match en Série A face à la Juventus.
Le 8 juillet 2012 il est prêté par l'AS Rome au Calcio Padoue. Il déclare avoir souhaité être prêté afin de suivre l'exemple d'Alessandro Florenzi, qui est ainsi revenu par la grande porte à la Roma après avoir été élu meilleur jeune de Serie B durant son prêt au Crotone la saison précédente.

## Statistiques
| Saison                | Club                   | Championnat           | Championnat | Championnat | Coupe(s) nationale(s) | Coupe(s) nationale(s) | Compétition(s) continentale(s) | Compétition(s) continentale(s) | Compétition(s) continentale(s) | Total | Total |
| Saison                | Club                   | Division              | M.          | B.          | M.                    | B.                    | Comp.                          | M.                             | B.                             | M.    | B.    |
| 2011-2012             | AS Rome                | Serie A               | 6           | 0           | 1                     | 0                     | C3                             | 2                              | 0                              | 9     | 0     |
| 2012-2013             | Calcio Padoue (prêt)   | Serie B               | 22          | 2           | 1                     | 0                     | -                              | -                              | -                              | 23    | 2     |
| 2013-2014             | Delfino Pescara (prêt) | Serie B               | 6           | 2           | -                     | -                     | -                              | -                              | -                              | 6     | 2     |
| 2013-2014             | US Latina (prêt)       | Serie B               | 17          | 3           | 4                     | 0                     | -                              | -                              | -                              | 21    | 3     |
| 2014-2015             | US Latina (prêt)       | Serie B               | 31          | 8           | 2                     | 0                     | -                              | -                              | -                              | 33    | 8     |
| 2015-2016             | Hellas Vérone          | Serie A               | 19          | 3           | 1                     | 0                     | -                              | -                              | -                              | 20    | 3     |
| Total sur la carrière | Total sur la carrière  | Total sur la carrière | 101         | 18          | 9                     | 0                     | -                              | 2                              | 0                              | 112   | 18    |